# Essais nucléaires français

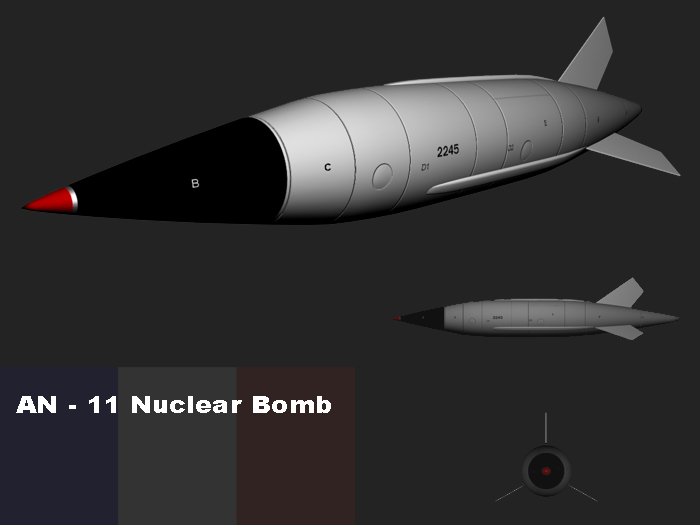
Vue d'artiste de la bombe AN-11.

La France a réalisé un total de 210 essais nucléaires entre 1960 et 1996, d'abord dans le désert du Sahara algérien (sud de l'Algérie) puis en Polynésie française (collectivité d'outre-mer de la France), impliquant environ 150 000 civils et militaires. La puissance cumulée de ces 210 essais nucléaires est de presque 14 mégatonnes, dont 10,4 mégatonnes pour les essais atmosphériques, représentant 2,3 % de la puissance totale de tous les essais nucléaires atmosphériques mondiaux (440 mégatonnes) :
- de 1960 à 1961 : 4 essais atmosphériques à Reggane, dans le sud algérien (à l'époque le Sahara français au sein de l'Algérie française)[2] ;
- de 1961 à 1966 : 13 essais souterrains à In Ecker, dans le sud algérien[3] ;
- de 1966 à 1974 : 46 essais atmosphériques à Moruroa et Fangataufa, en Polynésie française[3], dont 5 expériences de sécurité (absence de réaction de fission nucléaire) ;
- de 1975 à 1996 : 147 essais souterrains dans les sous-sols et sous les lagons des atolls de Moruroa et Fangataufa[3], dont 10 expériences de sécurité (absence de réaction de fission nucléaire).

Après l'essai Gerboise bleue le 13 février 1960, la France devient la quatrième puissance nucléaire, après les États-Unis, l'Union soviétique et le Royaume-Uni.
Depuis la signature en 1996 du Traité d'interdiction complète des essais nucléaires (TICE), la France s'est engagée à ne plus jamais réaliser d'autres essais nucléaires. Depuis, les essais nucléaires sont effectués à l'aide de simulations et d'expériences de fissions ainsi que de fusions à très petite échelle.
Des tirs froids, explosions chimiques avec des matières radioactives, ont aussi été réalisés sur certains sites militaires et à Moruroa. Ils ne sont pas considérés comme des essais nucléaires.

## Premiers essais au Sahara (1960-1966)

### Choix du Sahara
Début 1957, la réalisation d'un site d'essais est tout d'abord envisagée sur plusieurs îles françaises d'Océanie (mais Moruroa n'est alors pas évoquée). Cette solution est rapidement exclue pour des raisons de logistique, en particulier par l'impossibilité – à l'époque – de rejoindre l'Océanie par avion sans avoir à ravitailler sur un territoire étranger. La Réunion, la Nouvelle-Calédonie et les îles Kerguelen sont elles aussi écartées.
Le Sahara, à l'époque le Sahara français au sein de l'Algérie française, est rapidement choisi. Le site de Reggane, en Algérie (situé à l'époque dans le département de la Saoura), est arrêté le 23 juillet 1957. Les travaux y débutent le 1er octobre 1957. Ce centre d'essais était le CSEM (centre saharien d'expérimentations militaires), puis il sera suivi par le CEMO (centre d'expérimentations militaires des oasis) à In Ecker, lorsque les essais deviendront souterrains.

### Essais atmosphériques au Sahara à Reggane (1960-1961)
Un champ de tir est créé à Reggane, au centre du Sahara algérien et à 600 kilomètres au sud de Bechar ; plus précisément à Hamoudia, à une cinquantaine de kilomètres au sud-ouest de Reggane. Quatre tirs atmosphériques y seront effectués, trois depuis des tours et un au sol.
Le premier essai nucléaire français, Gerboise bleue, est effectué le 13 février 1960 à 7 h 4 (heure de Paris), sous la présidence de Charles de Gaulle. Cependant, le développement de la bombe est poussé dès 1954 entre autres par Pierre Guillaumat et le ministre de la Défense nationale. Ces derniers convainquent le président du Conseil Pierre Mendès France d'autoriser la poursuite des recherches de l'industrie nucléaire, en indiquant que ces dernières seraient également positives pour le secteur civil de production d'électricité. C'est au début d'avril 1958 que Félix Gaillard, président du conseil sous la présidence de René Coty, décide que ce premier essai aura lieu au début de l'année 1960 et que le site de test sera localisé au Sahara. Dès lors la paternité de la bombe est attribuée à tort à de Gaulle, dont l'opposition moque la « bombinette ». Bien qu'à 70 kt l'essai nucléaire soit le plus puissant réalisé jusqu'alors pour une bombe A, il est de faible puissance relativement à la bombe H dont disposent déjà les États-Unis, l'Union soviétique et le Royaume-Uni. Ce premier essai sera suivi la même année par Gerboise blanche et Gerboise rouge, constituant ainsi les 3 couleurs du drapeau français.
Le rapport annuel du CEA de 1960 mentionne l'existence d'une zone contaminée de 150 km de long environ. Mais le 4 avril 2013, la carte classée « secret défense » des retombées réelles est divulguée montrant l'immensité des zones touchées, et ce jusqu'en zone subsaharienne, ainsi que des taux de radioactivité différents suivant le déplacement des particules de poussière contenant de l'iode 131 et du césium 137.
À la suite immédiate du putsch des généraux (ou « putsch d'Alger », 23 avril 1961), le gouvernement français ordonne d'acheminer rapidement la bombe Gerboise verte sur Reggane où est réalisée le 25 avril 1961 la dernière expérience atmosphérique en Algérie. Le tir de cette bombe est précipité afin que l'engin nucléaire ne puisse tomber dans les mains des généraux d'Alger qui l'avaient localisé dans un entrepôt du port d'Alger, et par crainte qu'ils ne s'emparent des installations atomiques de Reggane.

### Essais en galerie dans le Hoggar à In Ecker (1961-1966)
Anticipant la signature du traité d'interdiction partielle des essais nucléaires, la France abandonne les essais aériens au profit d'essais souterrains, moins polluants. Le site choisi, In Ecker (Sahara algérien), se trouve à environ 600 km au sud-est de Reggane et 150 km au nord de Tamanrasset. Les tirs sont réalisés en galeries, chacune étant creusée horizontalement dans un massif granitique du Hoggar, le Tan Afella. La bombe est placée au centre d'un colimaçon creusé en fin de galerie. Des sacs de sable comblent le bas et le haut de ce colimaçon. Leur rôle est d'exercer une compression lors de l'explosion afin d'assurer l'étanchéité. Les galeries sont fermées par une dalle de béton et doivent permettre théoriquement un bon confinement de la radioactivité. Les Américains surveillent ces essais en installant des stations sismiques en Libye.
Du 7 novembre 1961, date du premier essai nucléaire souterrain français, à février 1966, treize tirs en galerie sont effectués. Lors du deuxième essai le 1er mai 1962, un nuage radioactif s'échappe de la galerie de tir, c'est l'accident de Béryl. Trois autres essais ne seront pas totalement contenus ou confinés : Améthyste, Rubis et Jade.
Les accords d'Évian signés en mars 1962, à la suite de la guerre d'Algérie, n'autorisent des expérimentations dans le Sahara que jusqu'en juillet 1967, si bien qu'un transfert en Polynésie est envisagé dès 1962. Une clause secrète prévoit tout de même que la France peut exploiter pendant cinq ans les bases d'essais nucléaires ainsi que la base de lancement de missiles de Colomb-Béchar et la base de lancement de fusées d'Hammaguir, et pendant vingt ans la base d'essais chimiques de B2-Namous.

### Vers un site hors du Sahara
Alors que la construction du site de Reggane a débuté en octobre 1957, l'hypothèse de l'abandon d'un champ de tir saharien est envisagée dès 1958. En novembre 1958, un rapport remis au général Charles Ailleret envisage des sites d'essais souterrains en métropole :
- la Cime de Pal (Alpes-Maritimes), à la géologie complexe et très faillée ;
- le Grand-Goyer (Alpes-de-Haute-Provence), très fissuré, avec un aquifère important ;
- la haute vallée du Fournel (Hautes-Alpes), éliminée à cause du gneiss du socle du Pelvoux ;
- la haute vallée du torrent du Couleau (Hautes-Alpes), constituée de flysch (roches sédimentaires meubles), et surmontée d'un aquifère ;
- la Tête de Vautisse (Hautes-Alpes), mais à la limite entre socle cristallin et flysch ;
- la Crête des Prénetz (Hautes-Alpes), qui semble le site le plus favorable bien qu'il soit dans le flysch et avec des venues d'eau possibles ;
- le Désert des Agriates (Corse), mais avec un risque d'opposition des populations.

Les Pyrénées ne sont pas étudiées car on y rencontrerait vraisemblablement les mêmes problèmes que dans les Alpes.
En 1960, la recherche de sites s'oriente vers des sites outremer afin d'y déclencher des explosions aériennes de grande puissance. Les îles Kerguelen sont tout d'abord envisagées, ainsi que La Réunion, et l'Océanie (Polynésie française et Nouvelle-Calédonie). La Nouvelle-Calédonie tend à être écartée par crainte de pressions de la Nouvelle-Zélande et de l'Australie.
En décembre 1961, les autorités politiques donnent la priorité à la Polynésie, car la région est excentrée et proche d'un site d'expérimentation nucléaire du Royaume-Uni et des États-Unis, l'île Christmas. Au 20 décembre, de nombreux sites sont envisagés : Motu Iti, Nuku Hiva, Ua Uka, Eiao et Hatutu dans les Îles Marquises ; Tikehau, Mataiva et Rangiroa dans l'archipel des Tuamotu ; Maupiti dans l'archipel de la Société et Rapa iti dans l'archipel austral.
L'exploration de l'atoll de Moruroa est envisagée pour la première fois le 26 décembre. Fin décembre, le Sahara est considéré comme indisponible au-delà de fin 1963, ce qui rend nécessaire la disponibilité opérationnelle d'un nouveau site dès 1964. En mars 1962, le général Thiry, commandant du Centre interarmées des armes spéciales, accompagné du professeur Henri Jamet, chef du département de protection sanitaire de l'IPSN (institut du CEA) chargé de tenir les discours scientifiques sur l’innocuité des expériences nucléaires, se rend à Tahiti et ils commencent à prendre des contacts. La métropole (Crête des Prénetz), La Réunion, la Nouvelle-Calédonie, les Kerguelen et les Marquises sont définitivement écartées sur la base de considérations essentiellement géologiques. À l'issue d'une mission de reconnaissance dans l'archipel des Tuamotu, les îles Gambier (Tuamotu Sud) sont retenues dès la fin mars. Après des études hydrographiques, Moruroa est choisie comme champ de tir, avec Tahiti comme base arrière. L'atoll de Moruroa est retenu du fait de ses deux passes praticables, des possibilités d'aménager des accès portuaires, une piste d'aviation et des zones de tir. Il présente aussi les avantages d'être un lieu éloigné et désertique, ne présentant qu'une faible densité de population (moins de 2 300 habitants dans un rayon de 500 km et moins de 5 000 dans un rayon de 1 000 km), venté avec un régime de vents dirigeant le nuage radioactif vers 6 000 km d’océans réputés déserts. Le 27 juillet 1962, le Conseil de défense valide ce choix en décidant la création d'un site d'expérimentations nucléaires en Polynésie (C.E.P.) autour de l'atoll de Moruroa et en définissant les grandes lignes de son organisation et de son implantation.
Selon l'historien du nucléaire Dominique Mongin, la Polynésie française a été choisie à la place des îles Kerguelen car « Le problème des Kerguelen, c'est que les conditions météo sont quand même très défavorables. Pour installer un site qui est très loin, ce n'était pas du tout faisable et ensuite on s'est aperçu que sur un plan géologique, c'était très compliqué de mener des essais aux Kerguelen. Il y a eu plusieurs hypothèses avant que le choix s'impose sur la Polynésie française. »

## Centre d'expérimentation du Pacifique (1966-1996)

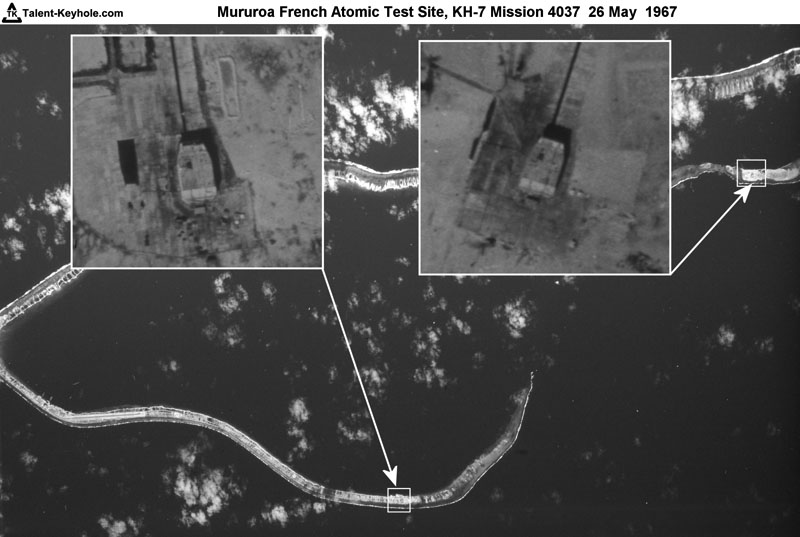
Vue de l'atoll de Moruroa par un satellite espion américain KH-7 (26 mai 1967).

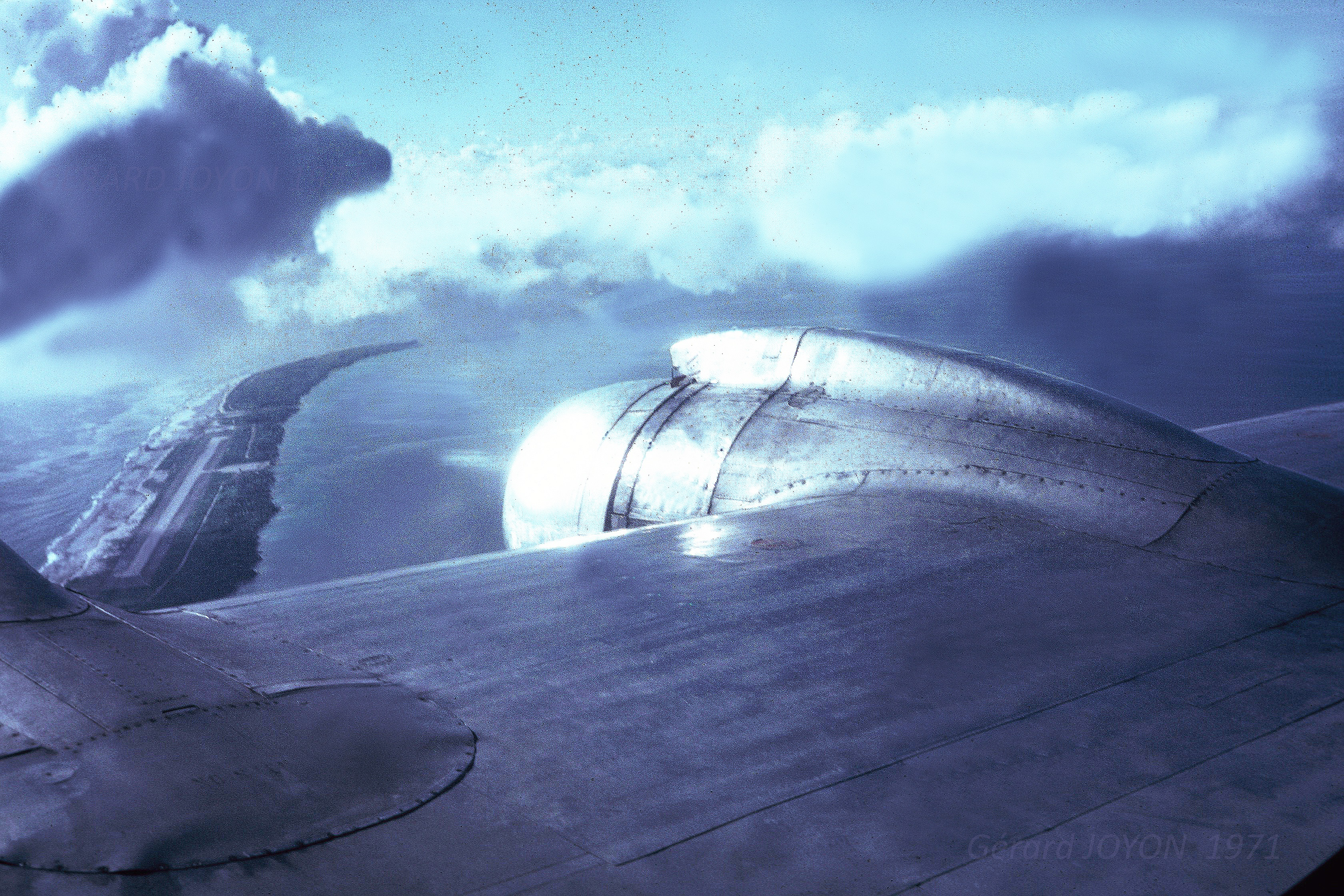
Piste Nord à Moruroa photographié depuis un DC-6 en 1971.

Dès janvier 1963, un détachement du génie de la Légion étrangère pose le pied à Papeete. En septembre 1963 débarquent les premiers ouvriers du génie et les entreprises civiles concernées. Les travaux d'infrastructures à Mururoa, mais aussi l'agrandissement de l'aéroport de Tahiti-Faaa et du port de Papeete pour accueillir les avions et bateaux de gros tonnages, sont accélérés.
Le général de Gaulle fait passer le message aux élus de l'Assemblée territoriale de Polynésie ayant compétence juridiquement sur les questions foncières, que pour l'intérêt suprême de la Nation, il est prêt à décréter que la Polynésie française deviendrait « Territoire stratégique militaire » doté d’un gouvernement militaire s'ils n'accédaient pas à sa demande de transférer gratuitement les atolls de Moruroa et Fangataufa à la France. Cette pression politique explique la cession des atolls par délibération de l'Assemblée du 6 février 1964 (soit après l'implantation du centre d'expérimentation et de la Direction des centres d'expérimentations nucléaires, les élus polynésiens voulant préserver leurs acquis démocratiques.

### Force Alfa (1966-1968)
En 1964-1966, la Marine nationale française mobilise plus de cent bâtiments pour la construction des installations du Centre d'expérimentation du Pacifique (CEP) en Polynésie française, comprenant :
- un QG à Papeete ;
- la BA 185 avancée à Hao (460 km au nord-ouest de Moruroa) ;
- le polygone de tir atomique de Moruroa ;
- et le polygone de tir atomique de Fangataufa.

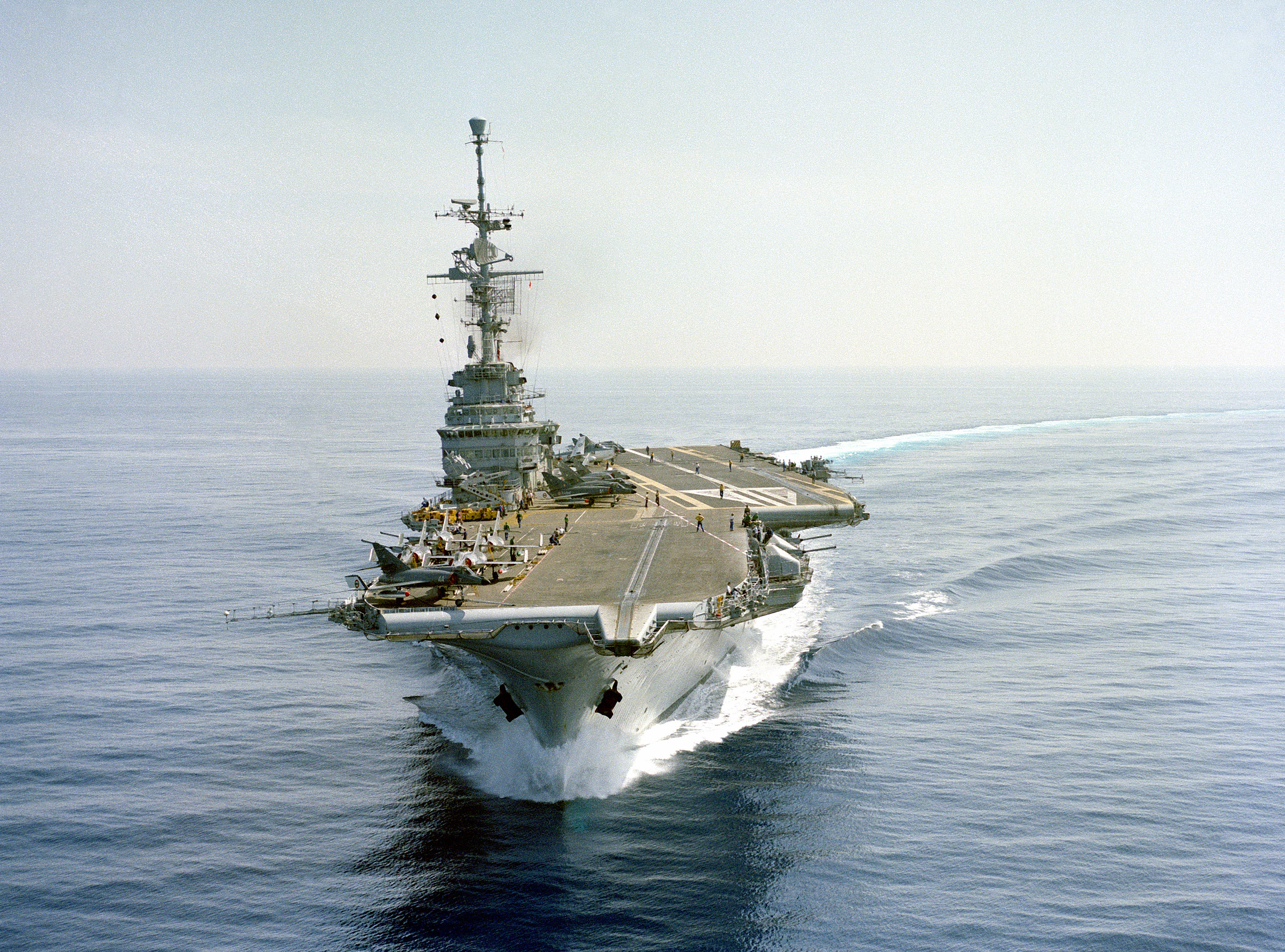
Le porte-avions Foch.

À l'été 1965, la Marine nationale française crée le Groupe aéronaval du Pacifique (dit groupe Alfa puis force Alfa) de plus de 3 500 hommes, comprenant sept bâtiments : le porte-avions Foch, et les escorteurs d’escadre Forbin, La Bourdonnais et Jauréguiberry, les pétroliers La Seine et Aberwrach, le bâtiment de soutien Rhin.
La force Alfa appareille le 23 mars 1966 de Toulon et aborde la Polynésie française le 22 mai 1966 afin de superviser les essais atmosphériques no 18 « Aldébaran », no 19 « Tamouré », no 20 « Ganymède » et no 21 « Bételgeuse ». Durant la traversée, la France quitte le commandement intégré de l'OTAN. Le groupe aérien embarqué du Foch comprend 24 avions (12 avions de guet aérien Alizé, 8 avions d’assaut Étendard IV-M et 4 avions de reconnaissance Étendard IV-P) et 22 hélicoptères (10 Sikorsky H-34, 6 Alouette II et 6 Alouette III) et est chargé de surveiller et sécuriser la zone dite « dangereuse » (dispositif Phoebus).
Après que furent repérés à plusieurs reprises dans la zone d'exclusion le bâtiment de recherches scientifiques USS Belmont (en) et le navire de contrôle de missiles et d'engins spatiaux USS Richfield, un sous-marin de nationalité inconnue et un avion ravitailleur (vraisemblablement d'observation et de recueil de prélèvements atomiques) WC-135 de l'US Air Force no 9164, le 19 juillet 1966 à 5h05, un Mirage IV no 9 largue sa bombe A AN-21 à chute libre no 2070 au large de Moruroa.
Après deux autres tirs le 24 septembre 1966 et le 4 octobre 1966, la force Alfa quitte la Polynésie française le 2 novembre 1966.
La seconde Force Alfa quitte Toulon le 12 mars 1968 pour arriver en Polynésie française le 16 mai. Elle comprend le porte-avions Clemenceau et les avisos-escorteurs Commandant Rivière, Protet, Amiral Charner, Doudart de Lagrée et Enseigne de vaisseau Henry. Quant au groupe aérien, il est composé de douze Alizé de la flottille 9F, de six Étendard IV-M et quatre Étendard IV-P de la 17F et de 10 hélicoptères HSS Sikorsky H-34 de la 31F, Alouette II, Alouette III de la 22S et Super Frelon de la 27S.
Le 24 août 1968, l’essai no 30 « Canopus » d’une bombe H, exécuté à Fangataufa, libère 2,6 mégatonnes. Plusieurs bâtiments américains et quelques chalutiers soviétiques sont aperçus lors de la campagne de tir. Avec la venue de la Force Alfa, l'ensemble du dispositif naval présent autour des deux atolls a représenté plus de 40 % du tonnage de la flotte française, soit 120 000 tonnes.

### Essais atmosphériques (1966-1974)
Quarante-six essais nucléaires atmosphériques ont été réalisés en Polynésie française, sur les atolls de Moruroa et Fangataufa, dont 41 ont entraîné une explosion avec réaction de fission.
Trois modes opératoires ont été utilisés pendant la période des essais atmosphériques :
- les essais sur barge (4 essais) ;
- les largages à partir d'avions permettant de reproduire les conditions de tir réel d'une arme nucléaire opérationnelle depuis un avion bombardier (3 essais) ;
- les essais sous ballons captifs (34 essais) ;

Les cinq essais de sécurité, destinés à vérifier que les bombes n'explosent pas avant leur amorçage, ne provoquèrent pas de réaction de fission et sont par conséquent à distinguer des autres essais atmosphériques.
Le 2 juillet 1966, Aldébaran, le premier essai nucléaire atmosphérique sur l'atoll de Moruroa (Polynésie française) entraine des retombées radioactives sur la commune des Gambier (Polynésie française). Cet accident de contamination, caché par les autorités du CEP, ne sera révélé qu'en 1998 par le journaliste Vincent Jauvert. La population locale et les soldats présents furent maintenus dans l'ignorance totale des retombées radioactives et aucune mesure d'évacuation ne fut ordonnée pour les protéger.
Le 19 juillet 1966, le tir Tamouré est réalisé par largage aérien, 85 kilomètres à l'Est de Moruroa. La bombe AN-11 de 50 kilotonnes est libérée à 15 000 mètres d'altitude par un Mirage IV de l'escadron de bombardement 1/91 « Gascogne ».

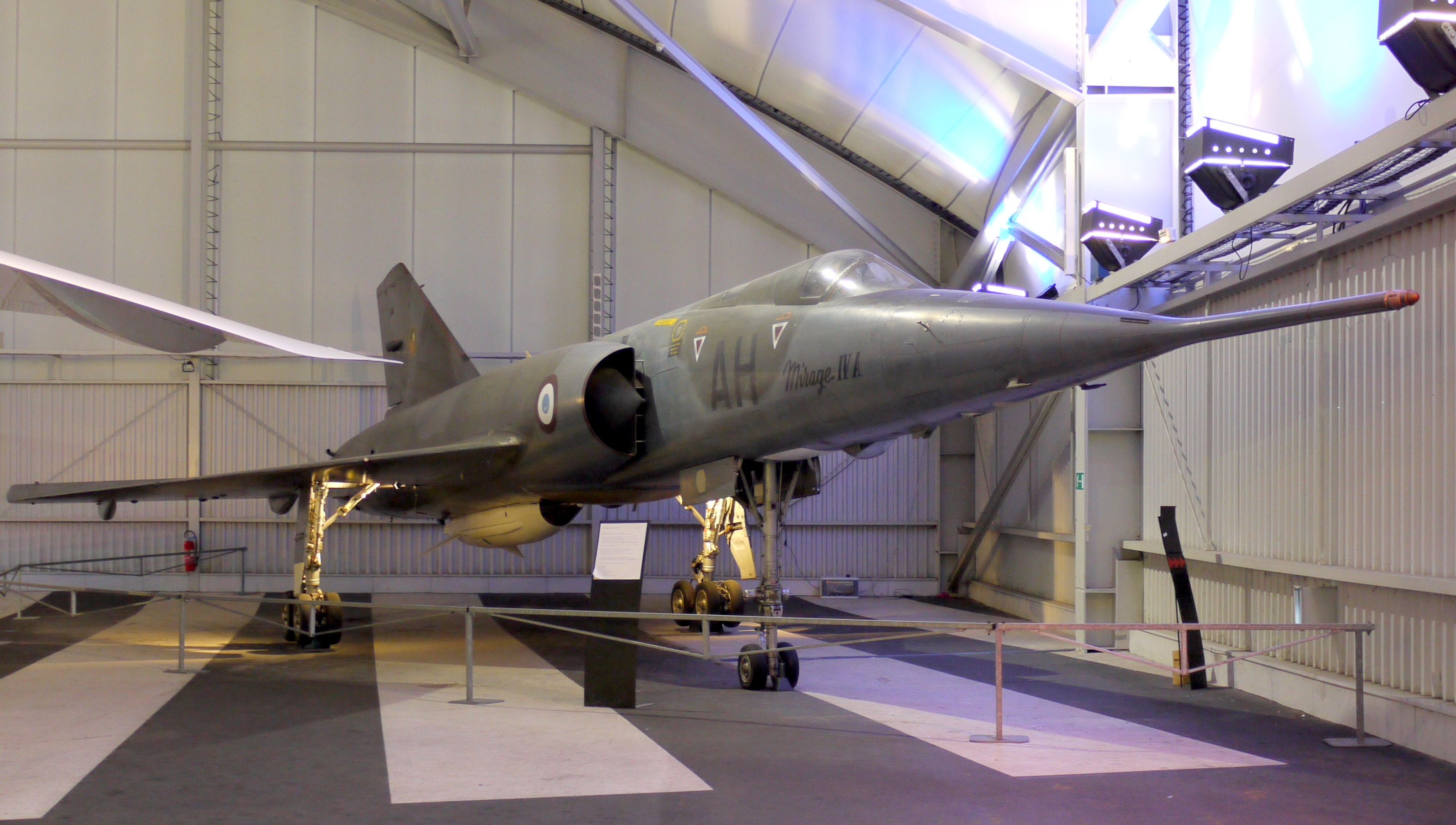
Mirage-IV A n°9 de l'escadron de bombardement 1/91 Gascogne, porteur de la bombe AN-11.

Le 24 août 1968, a lieu le premier essai d'une bombe H sur l'atoll de Fangataufa du nom de code opération Canopus. Le tir est commandé depuis le croiseur antiaérien De Grasse se trouvant à environ 60 km de Fangataufa.

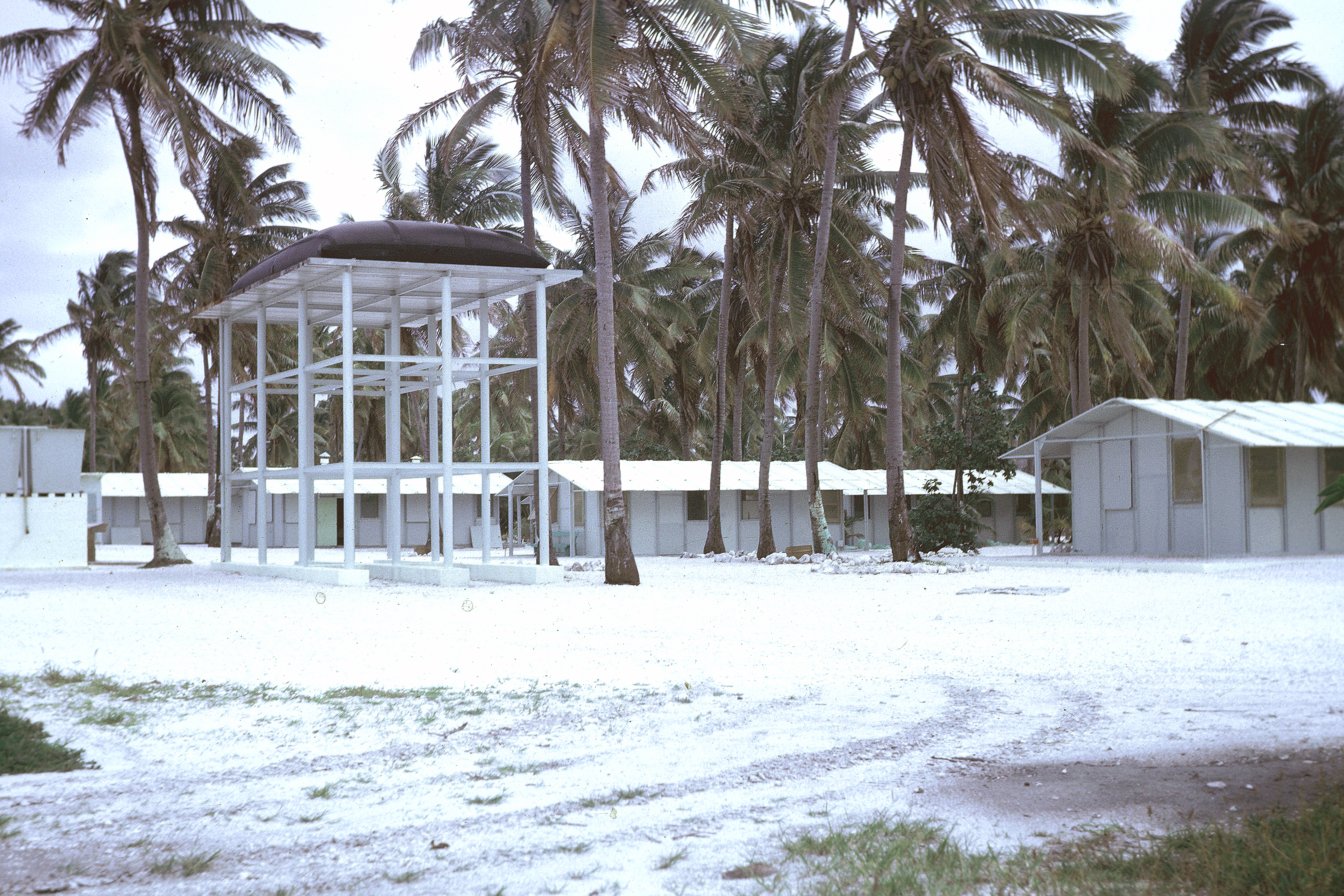
Moruroa en 1971 : logements et réserve d'eau pendant la période des tirs. Les chambres des militaires. Une réserve d'eau utilisée pour la boisson et la douche.

En raison de conditions météorologiques différentes des prévisions initiales, six essais atmosphériques ont provoqué des retombées radioactives significatives sur l'atoll de Tureia, aux Gambier et l'île de Tahiti :
- Aldébaran, le 2 juillet 1966, (28 kilotonnes) tiré à partir d'une barge ancrée dans le lagon de Moruroa, le nuage radioactif entraine la contamination radioactive des îles Gambier et en particulier Mangareva.
- Rigel, le 24 septembre 1966, (125 kilotonnes) tiré à partir d'une barge ancrée dans le lagon de Fangataufa. La contamination radioactive atteint l'atoll de Tureia et les îles Gambier.
- Arcturus, le 2 juillet 1967, (22 kilotonnes) tiré sur barge dans le lagon de Moruroa, contamine l'atoll de Tureia.
- Encelade, le 12 juin 1971, (440 kilotonnes), tiré sous ballon à 450 mètres au-dessus de Moruroa, contamine l'atoll de Tureia.
- Phoebe, le 8 août 1971,(4 kilotonnes), tiré sous ballon à 230 mètres au-dessus de Moruroa, contamine les îles Gambier.
- Centaure, le 17 juillet 1974, (4 kilotonnes) tiré sous ballon à 270 mètres au-dessus de Moruroa, contamine via des pluies localisées l'île de Tahiti.

Le dernier essai largué à partir d'un avion, dénommé Maquis, est une bombe nucléaire tactique AN-52 larguée à 20 km au sud ouest de Moruroa depuis un avion Jaguar A le 25 juillet 1974.

### Retour aux essais souterrains (1975-1991)
De 1975 à 1996, la France a réalisé 147 essais souterrains en Polynésie. Ils ont été réalisés dans les sous-sols et sous les lagons des atolls de Moruroa et Fangataufa.
Le 6 août 1985 est signé le traité de Rarotonga (îles Cook), déclarant le Pacifique Sud « zone dénucléarisée ». La France ne s’y est pas associée, car selon Stéphane Vérine, le traité de Rarotonga vise uniquement la France car de larges omissions et « interdictions particulièrement sélectives » permettent à d'autres pays, dont les États-Unis et l'Australie, d'en contourner l'objectif. Le 15 juillet 1991 est lancé le dernier essai français dans le Pacifique avant un moratoire d’un an décidé par le président François Mitterrand le 8 avril 1992, et renouvelé.

### Dernière campagne d'essais (1995-1996)

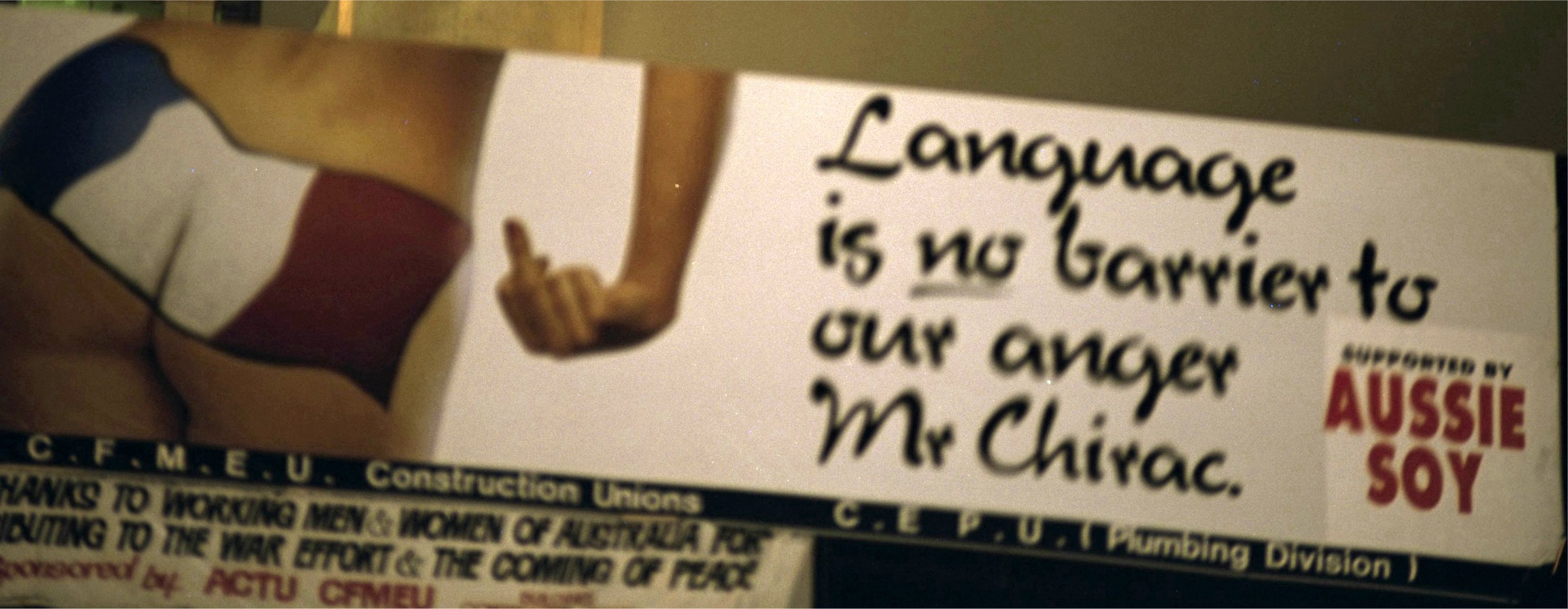
En 1996, protestations en Australie à la suite des essais nucléaires français dans le Pacifique.

Le 13 juin 1995 le président Jacques Chirac rompt le moratoire et ordonne la réalisation d'une dernière campagne d'essais nucléaires dans le Pacifique. Cette ultime campagne a pour but de compléter les données scientifiques et techniques pour passer définitivement à la simulation.
Ces essais nucléaires, annoncés par le Président au nombre de huit, seront réduits à six. Ils prennent fin avec l'essai Xouthos le 27 janvier 1996 à Fangataufa.
Le 29 janvier 1996, le Président Jacques Chirac annonce la fin définitive des essais nucléaires français lors d'une allocution télévisée.

## Tirs froids
Des tirs froids, explosions chimiques avec des matières radioactives mais sans réaction nucléaire, ont aussi été réalisés sur certains sites militaires. Ils ne sont pas considérés comme des essais nucléaires. De l’uranium appauvri a été utilisé lors de ces tests.
Certains ont été réalisés à l'air libre ou en puits dans les années 1960 à Moronvilliers dans la Marne.
D'autres ont été réalisés en cuve à Moruroa. La cuve et le lieu des tirs étaient dénommés Meknès, en zone Denise. Ces tirs froids, bien que très polluants localement, ne sont pas comptabilisés dans les tirs. Lors d'une opération de décontamination à l'acetone, l'inflammation des vapeurs a fait exploser cette cuve lors de l'accident du 5 juillet 1979.

## Opposition aux essais nucléaires
En France, dès la fin de la Seconde Guerre mondiale, l’opposition à l’armement nucléaire a toujours existé au sein du mouvement antinucléaire, principalement dans les milieux politiques et scientifiques.
En 1959-1960, l’équipe transnationale « Sahara Protest Team » (Équipe de protestation du Sahara) de 19 membres dont une française, Esther Peter-Davis, entame une action non-violente de protestation et de prise de conscience contre les essais nucléaires français imminents au Sahara, d'Accra (Ghana) à Reggane. Ils sont interceptés par les soldats français avant la conclusion de leur voyage.
En 1965, Jean Rostand, cofondateur et président d'honneur du Mouvement contre l'armement atomique, signe avec Albert Schweitzer et le député polynésien John Teariki une Protestation solennelle contre le sort que le Gouvernement français a décidé d'imposer aux habitants de la Polynésie française et autres territoires du Pacifique par les essais nucléaires français à Moruroa.
Au niveau international, l'organisation Greenpeace lança une campagne en avril 1972, quand David McTaggart et un équipage de cinq hommes appareillent sur un ketch de 12 mètres baptisé Véga. La Marine nationale finit par aborder le navire, l'obligeant à accoster à Moruroa. L'équipe du Véga n'a pu que retarder l'essai sans l'empêcher.
En 1973, Greenpeace envoie un voilier, le Fri (en), qui est intercepté par la Marine nationale au large de Moruroa. À bord on compte notamment le général de Bollardière, le prêtre Jean Toulat, l'écrivain Jean-Marie Muller et Brice Lalonde. Le Vega est de nouveau intercepté et arraisonné par la Marine nationale dans la zone interdite. Selon Michel Rocard, l'État français avait alors saboté plusieurs bateaux pour les empêcher de rejoindre Moruroa.
En juillet 1985, Greenpeace envoie son navire-amiral, le Rainbow Warrior, à plusieurs reprises dans la zone militaire interdite. La DGSE envoie une équipe de nageurs de combat couler le bateau dans la baie d'Auckland. L'opération fait un mort chez Greenpeace et déclenche un scandale international (Les époux Turenge).
En 1995, à la suite de l'annonce de la reprise des essais nucléaires, Greenpeace dépêche à deux reprises son navire amiral à Moruroa. Il sera à chaque fois arraisonné par les nageurs de combat du commando Hubert. Lors de ces deux tentatives, des groupes de zodiacs parviennent toutefois à pénétrer dans le lagon.

### Démantèlement du Centre d'expérimentations du Pacifique
Depuis janvier 1994, dans le cadre de la Conférence du désarmement des Nations unies, des négociations ont été conduites en vue de la conclusion du Traité d'interdiction complète des essais nucléaires. En 1994, le président François Mitterrand décide le développement du programme Simulation par la Direction des applications militaires du CEA. Ce programme doit permettre à la France de garantir la sûreté et la fiabilité des armes de la dissuasion, fondé sur le calcul. Il est financé par le ministère de la Défense et doit durer 15 ans.
En mars 1996, la France signe les protocoles du traité de Rarotonga (création d’une zone dénucléarisée dans le Pacifique Sud).
Le 24 septembre 1996, la France signe le Traité d’interdiction complète des essais nucléaires et commence immédiatement à démanteler le Centre d'expérimentations du Pacifique.
Le 2 octobre 2018, une plainte est déposée devant la Cour pénale internationale contre la France pour crimes contre l’humanité en raison des essais nucléaires réalisés en Polynésie française.

## Conséquences sanitaires des essais nucléaires
Un rapport d'enquête sénatorial a conclu que les essais nucléaires français seraient à l'origine de cancers chez des militaires et les populations civiles habitant près des zones d'essais nucléaires. La France a promulgué en 2010 une loi sur la reconnaissance et l'indemnisation des victimes des essais nucléaires effectués de 1960 à 1996.

### Mesures des contaminations
Les mesures de radioactivité dans une zone surveillée ou supposée contaminée sont effectuées en becquerel (ou, pour des mesures anciennes, en picocurie). Cependant, la présence de radioactivité (même à des niveaux élevés) exprimée en becquerel n'aurait pas nécessairement de conséquence notable sur la santé, l'impact dépendant de la durée d'irradiation et de l'énergie d'émission du radionucléide concerné. Pour évaluer ces conséquences, il faut tenir compte de l'énergie et de la nature des rayonnements émis, et surtout de la durée de l'irradiation et de la manière dont elle atteint le corps. Dans les procédures de diagnostic médical, pour mesurer la dose efficace qui résulte de ce calcul, l'unité utilisée est le sievert (Sv), anciennement le rem. Seules des données en sievert permettent (par définition) de discuter d'un impact sanitaire éventuel, les données en becquerel n'intégrant pas l'impact de la radioactivité constatée sur l'homme.
Des irradiations peuvent conduire au syndrome d'irradiation aiguë (effet déterministe) dès qu'elles dépassent le sievert,,, et exposent les survivants à un risque nettement accru de cancer (effet stochastique).
La limite de l'effet stochastique statistiquement observable des excès de cancers est de l'ordre de 100 mSv. Pour la radioprotection, on s'intéresse généralement à la limite en dessous de laquelle aucun effet nocif des radiations n'est démontré, soit ≈100 mGy, : c'est donc cette limite qui est la plus couramment rencontrée,.
L'effet des faibles doses d'irradiation (inférieures à 10 mSv, soit un rem) est conjoncturel et polémique (de nombreuses publications identifient même un effet d'hormèse positif pour des expositions de cet ordre). La limite autorisée pour les professionnels exposés, en France, est de 20 mSv sur douze mois glissants par personne. Au moment des essais, la limite adoptée par les autorités pour les travailleurs 50 mSv/an/personne.
La limite autorisée en France dans les années 2000 pour l'exposition de la population aux rayonnements artificiels (hors exposition médicale) est de 1 mSv/an/personne. Il est à noter que la plupart des militaires ne portaient pas de dosimètres, lorsque leur affectation n'impliquait pas a priori d'exposition au risque d'irradiation ; de ce fait, il est impossible pour ceux-ci de prouver au moyen des mesures de contrôle de doses qu'ils n'ont pas été irradiés, ou contaminés surtout quand l'historique de leur affectation ne relève par ailleurs aucun incident particulier.
L'affectation de certains militaires n'était pas spécifiée. Leur positionnement n'apparaît pas sur les états signalétiques. Un texte prévoit d'ailleurs que cette information ne doit pas apparaître sur les journaux de marche des régiments « Personnel non officier ».
D'autre part, pour ceux qui auraient été exposés à des environnements irradiants, le rayonnement émis par les particules alpha (qui n'ont d'incidence que par inhalation ou ingestion) ne peut pas être enregistré par des dosimètres ; le dosimètre ne permet pas de mesurer l'ingestion ou l'inhalation de particules irradiantes (comme ce fut le cas pour les militaires exposés au nuage radioactif de l'essai Béryl). La France ne possédait pas tous les appareils de mesure adaptés pour ces investigations, ce qui fut reconnu lors de l'élaboration de la loi Morin en 2010. Cette dernière mit en place le CIVEN (comité d'indemnisation des victimes des essais nucléaires) et s'appuya sur un système d'estimation, un logiciel américain, le NIOSH-IREP, très controversé : le logiciel calcule une estimation de façon théorique[réf. souhaitée].

### Normes réglementaires

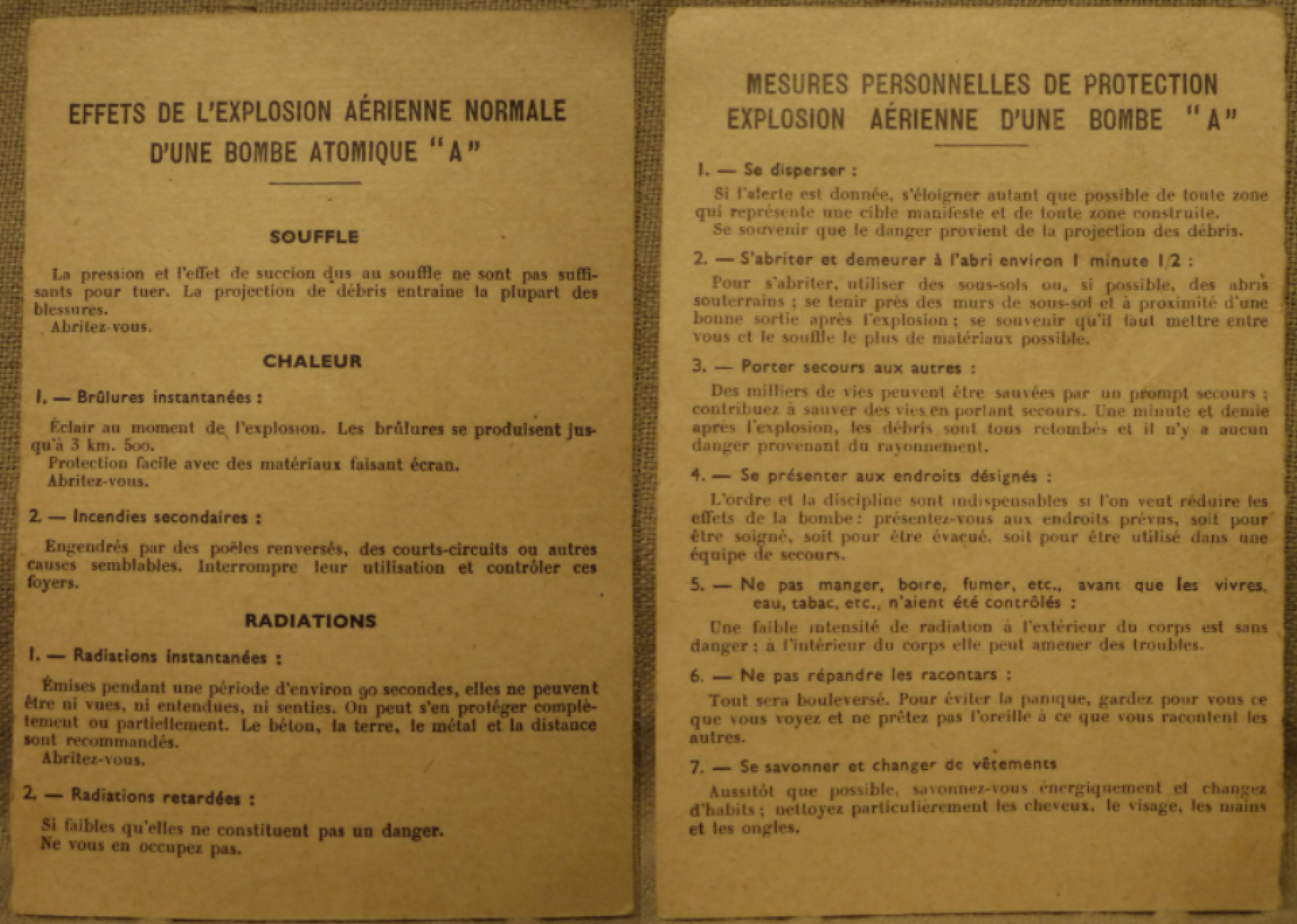
Document produit par l'État français décrivant les effets et les mesures de protection en cas d'explosion d'une bombe A (1966).

L'ensemble des règles et des pratiques de surveillance radiologique du personnel, des populations et de l'environnement était, à l'époque des essais nucléaires, déterminé par la Commission Consultative de Sécurité (CCS) créée en 1958.
Selon le rapport Bataille de 2001, pendant la durée des essais au Sahara, « la France s'est conformée en permanence aux recommandations des organisations internationales compétentes, en particulier celles émises par la Commission Internationale de Protection Radiologique (CIPR), recommandations reprises dans la réglementation européenne (J0 des 20 février 1959, 9 juillet 1962 et 2 juin 1965) puis nationale (JO du 20 juin 1966) ». Toutefois l'efficacité de ces normes présupposait l'utilisation de prévisions météorologiques exactes, ce qui n'a pas toujours été le cas. D'autre part, la perception du risque était moins forte que de nos jours, et parmi les premières victimes figure du personnel ayant ôté son masque.
Les personnes pouvant être soumises aux effets de la radioactivité générée par les essais étaient classées en deux catégories : la première, le personnel directement lié aux essais, le personnel des armées, le personnel du CEA et des entreprises, les travailleurs employés sur les sites ; la deuxième, les populations voisines du champ de tir.
Pour les populations, la dose maximale admissible annuelle était fixée par la CCS à 15 mSv en 1960 puis 5 mSv à partir de 1961.

### Contaminations et irradiations au Sahara
Quatre essais souterrains sur treize n'ont pas été totalement contenus ou confinés : Béryl, Améthyste, Rubis et Jade. Les deux premiers cités ont entraîné une sortie de laves radioactives. Dans les deux autres cas, les sorties, limitées à des radioéléments gazeux ou volatils, n'ont pas provoqué d'exposition sanitairement significative du personnel et des populations.
- Lors de l'essai Béryl, le 1er mai 1962, l'obturation de la galerie sera trop tardive. Cinq à dix % de la radioactivité sort par la galerie, sous forme de laves et de scories qui se solidifieront sur le carreau de la galerie, ainsi que d'aérosols et de produits gazeux formant un nuage culminant jusqu'à 2600 m d'altitude environ à l'origine d'une radioactivité détectable jusqu'à quelques centaines de kilomètres. Le nuage radioactif formé s'est dirigé plein Est, et la contamination atmosphérique sera significative jusqu'à environ 150 km dans cette direction, distance sur laquelle il n'y avait pas de population saharienne sédentaire. Localement, en revanche une contamination substantielle (induisant une exposition supérieure à 50 mSv) a touché une centaine de personnes.

Conséquences sanitaires : Près de 2000 personnes participaient à la réalisation de cet essai. La trajectoire du nuage est passée au-dessus du poste de commandement où étaient regroupées les personnalités (notamment deux ministres, M. Pierre Messmer et Gaston Palewski) et le personnel opérationnel. Malgré le port du masque respiratoire et une évacuation rapide (entre H + 2 minutes où le débit de dose était inférieur à 1 mGy/h et H + 8 minutes où le débit de dose était de 3 Gy/h), une quinzaine de personnes ont reçu un équivalent de dose de quelques centaines de millisieverts. La contamination a été essentiellement d'origine externe, les masques ayant été correctement utilisés. Neuf personnes situées dans un poste isolé ont traversé la zone contaminée après avoir, au moins temporairement, ôté leur masque. Dès leur retour en base vie (H+6), elles ont fait l'objet d'une surveillance clinique, hématologique (évolution des populations cellulaires sanguines) et radiologique (spectrogammamétrie, mesures d'activité dans les excrétas). Les équivalents de dose engagée reçus par ces personnes ont été évalués à environ 600 mSv. Elles ont été ensuite transportées à l'hôpital militaire Percy à Clamart pour surveillance et examens radiobiologiques complémentaires. Leur suivi n'a pas révélé de pathologie spécifique. Le contrôle de la contamination interne, par examens spectrométriques, a montré que celle-ci était faible ; la dose engagée par cette voie est évaluée à moins de 10 mSv, valeur négligeable par rapport à celle de l'exposition externe. Les équivalents de dose qui auraient été reçus par des populations présentes au moment des retombées et qui auraient ensuite séjourné au même endroit ont été évalués. Les populations nomades du Kel Torha, les plus exposées (240 personnes évoluant à la frange nord des retombées) auraient ainsi pu recevoir des équivalents de dose cumulée allant jusqu'à 2,5 mSv (de l'ordre de grandeur d'une année de radioactivité naturelle).

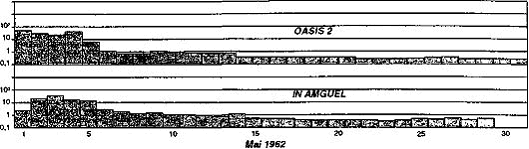
Graphique sur la radioactivité en Bq/m^3 détectée à Oasis 2 et In Amguel à la suite de l'essai nucléaire Béryl

Conséquences environnementales : Les mesures de la radioactivité atmosphérique des aérosols étaient réalisés dans les postes de mesure permanents implantés à Oasis 2, et à la « Base-vie ». Les résultats des mesures effectuées dans le courant du mois de mai 1962, après l'expérimentation, sont donnés dans le graphique en Bq/m^3 à droite du texte. Toutes les mesures effectuées donnent des valeurs assez élevées correspondant à l'arrivée du nuage, puis ensuite donnent des valeurs nettement inférieures aux concentrations maximales admissibles en permanence pour le public (CMA air 168 h public à J+5 pour un mélange de produits de fission : 75 Bq/m3 ). On peut considérer que la radioactivité atmosphérique est redevenue normale lorsque la valeur de 0,2 Bq/m3 est atteinte, valeur correspondant approximativement à la radioactivité résiduelle due aux expérimentations étrangères de 1961. Pour l'eau, les valeurs atteintes ne dépassent pas les concentrations admissibles pour le public (CMA eau de boisson 168 h public à J + 1 pour un mélange de produits de fission : 1500 kBq/m 3 ).
- Lors de l'essai Améthyste, le 30 mars 1963, il y a eu sortie d'une faible quantité de scories de roches fondues qui s'est déposée sur le carreau de la galerie. Un panache contenant des aérosols et des produits gazeux, en quantité beaucoup plus faible que dans le cas de Béryl, s'est dirigé vers l'Est Sud-Est. Les conséquences ont été très faibles sur le plan dosimétrique :

- à Oasis 2 (10 km de la zone d'expérimentation), l'irradiation externe a atteint temporairement 0,2 mGy/h. Les dosimètres de tous les personnels basés à Oasis 2 qui ne sont pas intervenus sur le chantier de l'essai, ont tous été négatifs en mars et avril 1963. Pour ces personnels, l'équivalent de dose externe intégrée sur chacun de ces deux mois a donc été inférieur à 0,4 mSv. Parmi les personnels qui sont intervenus sur le chantier, 13 d'entre eux ont reçu un équivalent de dose engagée de 10 mSv environ.
- Les seules populations sédentaires concernées ont été celles d'Ideles. Dans cette oasis, située à 100 km du polygone d'expérimentations, où vivaient 280 personnes, l'irradiation externe à 1 mètre du sol a atteint 0,1 mGy/h le jour de l'essai : cela correspond à des équivalents de dose inférieurs à 1 mSv.
- Lors de l'essai Rubis, le 20 octobre 1963, une sortie de gaz rares et d'iodes s'est produite dans l'heure suivant la réalisation de l'essai, avec formation d'un panache. Celui-ci s'est d'abord dirigé vers le nord, puis est revenu vers le sud, en direction de Oasis 2 où les retombées, favorisées par des pluies importantes, ont conduit à un débit de dose égal à 0,1 mGy/h. 500 personnes ont été évacuées et contrôlées. La dose reçue par ces personnels a été d'environ 0,2 mSv. La contamination a été détectée jusqu'à Tamanrasset, à 150 km au sud, avec des équivalents de dose engagée négligeables (environ 0,01 mSv)[13].
- Lors de l'essai Jade, le 30 mai 1965, il est observé une sortie de gaz rares et d'iode par la galerie. Le débit de dose était de 20 mGy/h à H+4 au niveau du carreau de la galerie. L'impact radiologique sur le personnel était faible (inférieur à 1 mSv)[13].

Sachant que le seuil limite de radioactivité pour le public est à 1 mSv, Béryl a contaminé de manière non marginale pour la santé le personnel qui a travaillé sur l'essai ainsi que certaines populations civiles, et Améthyste a contaminé de manière non marginale pour la santé 13 travailleurs sur l'essai nucléaire à hauteur de 10 mSv. Les essais nucléaires Rubis et Jade ont provoqué une fuite d'un nuage radioactif inférieur à 1 mSv donc non-dangereux pour l'Homme.
Béryl (1er mai 1962)
- 100 personnes (>50 mSv)
- 15 personnes (>200 mSv)
- 9 personnes (600 mSv)
- peut-être 240 personnes (<2,5 mSv)

Améthyste (20 mars 1963)
- 13 personnes (=10 mSv)
- 280 personnes (<1 mSv)

Rubis (20 octobre 1963)
- 500 personnes (<0,2 mSv)
- pas de donnée (=0,01 mSv)

Jade (30 mai 1965)
- pas de données (<1 mSv)

Les essais Béryl et Améthyste ont conduit à une irradiation dépassant le seuil réglementaire de l'époque pour le public (5 mSv/an). Des conséquences sanitaires sont envisageables pour la quinzaine de personnes fortement contaminées (à plus de 100 mSv) par l'essai Béryl, mais elles sont trop faibles pour être identifiables statistiquement.
Essais aériens à Reggane
le rapport annuel du CEA de 1960 (cité plus haut) annonce une zone contaminée de 150 km de long, pour Gerboise bleue (13 février), mais une carte « Secret défense », déclassée le 4 avril 2013, montre la réalité des zones touchées ; ces dernières allant jusqu'en zone subsaharienne. Les taux de radioactivité sont différents suivant le déplacement des particules de poussière contenant de l'iode 131, du césium 137.
Des retombées de césium 137 présent dans la couche d'air saharien sont d'ailleurs régulièrement mesurées jusqu'en France, jusqu'où elles sont régulièrement charriées par le vent. Cette très faible pollution a été estimée en février 2022 à 80 000 Becquerels par kilomètre carré, ce qui ne présente pas de dangerosité, contrairement aux niveaux encore élevés mesurés à proximité de certains sites de tests.

### Contaminations en Polynésie
Dès les premiers tirs, les conséquences sanitaires des essais nucléaires font l'objet de la part des autorités, d'un verrouillage de l'information du point de vue sanitaire dans les archipels polynésiens. Les services de santé des établissements de Polynésie sont dirigés par des médecins militaires qui tiennent secrètes les informations relatives aux contaminations et s'abstiennent jusqu'en 1984 de recenser les maladies radio-induites provoquées par les essais nucléaires. Lors de la première explosion, en juillet 1966, les responsables militaires ont connaissance de retombées radioactives plus importantes que prévu sur l'île de Mangareva, mais cette information ne sera rendue publique qu'en 1998 par le journaliste Vincent Jauvert qui a consulté des rapports officiels de l'autorité chargée des essais nucléaires, conservés aux archives du service historique de la Défense et récemment ouverts au grand public,.
Selon un rapport parlementaire de Christian Bataille publié en 2001, sur les 52 750 personnes affectées sur l’ensemble des sites polynésiens pendant les essais atmosphériques, 3 425 personnes (6,5 %) ont reçu des doses mesurables. Au total, les doses collectives relevées pour la Polynésie s’élèvent à 8,9 homme.Sv. « Le nombre de doses [sic] ayant dépassé la « norme annuelle travailleur » de 50 mSv s’[y] est élevé à sept[13]. Dans quatre cas il s’agissait des pilotes d’avions chargés des pénétrations dans le nuage radioactif consécutif au tir pour des doses de 180 mSv, 120 mSv, 60 mSv et 51 mSv, ce qui les situe dans le domaine des expositions exceptionnelles concertées, la première étant légèrement supérieure à la limite. Dans deux autres cas, il s’agissait d’activités extérieures aux essais nucléaires avec deux médecins exposés lors d’examens radiologiques (60 et 54 mSv). La plupart des autres personnels classés catégorie A a reçu dans sa majeure partie des doses inférieures à la norme « personnes du public » (soit 5 mSv). Cinquante-cinq personnes ont atteint la valeur de 15 mSv. » Au Sahara, 102 des membres du personnel ayant fait l'objet de mesures ont reçu des doses cumulées supérieures à 50 mSv, allant jusqu'à 600 mSv.

En 2006, Marcel Jurien de la Gravière, alors délégué à la sûreté nucléaire de la Défense, reconnaît que six des essais ont « affecté plus significativement quelques îles et atolls », entraînant des retombées sur des zones habitées, et ce jusqu’à Tahiti[réf. nécessaire].

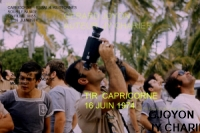
Sous le nuage de l'essai Capricorne le 16 juin 1974 à Moruroa.

Cette même année, est publié le rapport de la commission d'enquête de l'Assemblée de la Polynésie française sur les conséquences des essais nucléaires montre, pour la population, que chacun des essais de 1966 et 1967 a provoqué des retombées radioactives sur les archipels habités de la Polynésie française. Même Tahiti a été touché le 17 juillet 1974, par l'essai Centaure, exposant presque 110 000 personnes à des taux de radioactivité de six à sept fois supérieurs à la normale. Le nuage radioactif consécutif à l'essai « Centaure » a effectivement touché Tahiti, le 19 juillet 1974. Des précipitations de forte intensité, conjuguées aux effets du relief, conduisirent à des dépôts au sol, hétérogènes en termes d'activités surfaciques (à la surface même du sol) : à Hitia'a sur le plateau de Taravao, et au sud de Teahupoo. De plus, de nombreux récifs coralliens ont été contaminés. Toujours en 1974, le 16 juin à 8 h 30 (heure locale) a eu lieu un essai de 4 kilotonnes sous ballon à 220 m (tir Capricorne, zone Dindon). Le nuage passera au-dessus de la zone vie ou aucune protection n'est en place (3 photos ci-contre).
| Lieu               | Essai     | Année | Estimation initiale (mSv) | Estimation CEA 2006 (mSv) | UNSCEAR et AIEA |
| ------------------ | --------- | ----- | ------------------------- | ------------------------- | --------------- |
| Îles Gambier       | Aldébaran | 1966  | 5,5                       | 3 à 7                     | 5,5             |
| Îles Gambier       | Rigel     | 1966  | -                         | 0,1 à 0,23                |                 |
| Îles Gambier       | Éridan    | 1970  | 0,1                       | -                         |                 |
| Îles Gambier       | Toucan    | 1970  | 0,2                       | -                         |                 |
| Îles Gambier       | Phoebé    | 1971  | 1,2                       | 0,2 à 2,6                 | 1,2             |
| Tureia             | Rigel     | 1966  | -                         | 0,06 à 0,15               |                 |
| Tureia             | Arcturus  | 1967  | 1                         | 0,79 à 3,2                | 0,9             |
| Tureia             | Dragon    | 1970  | 0,16                      | -                         |                 |
| Tureia             | Encelade  | 1971  | 1,3                       | 1,3 à 1,9                 | 1,3             |
| Reao               | Toucan    | 1970  | 0,15                      | -                         |                 |
| Hereheretue        | Umbriel   | 1972  | 0,2                       | -                         |                 |
| Tahiti (Pirae)     | Centaure  | 1974  | 0,8                       | 0,5                       | 0,8             |
| Tahiti (Hitia'a)   | Centaure  | 1974  | -                         | 2,6                       |                 |
| Tahiti (Teahupo'o) | Centaure  | 1974  | -                         | 3,6                       |                 |

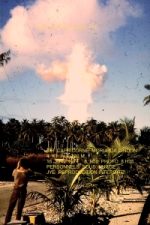
Membres du personnel sans protection avant le passage du nuage provoqué par le tir Capricorne, dans la zone vie Martine.

En 2012, Bruno Barrillot, délégué pour le suivi des conséquences des essais nucléaires auprès du gouvernement polynésien, affirme qu'il y a eu beaucoup de retombées : « au moins cinq archipels ont été touchés, dont les Gambier, situés à 400 km sous le vent des tirs ».
Une étude épidémiologique faite par l'Armée Française sur les vétérans du Centre d'Essais du Pacifique (CEP) a conclu à l'absence de surmortalité (pour toutes causes confondues, dont par cancer, ou pour des pathologies spécifiques potentiellement liées à l’exposition aux radiations. Une sous-mortalité est au contraire observée dans le groupe suivi).
Une autre étude fut demandée en 2009, devant prendre en compte d'autres facteurs, maladies cardiaques, pulmonaires maladie de peau, certains cancers mais sans prendre en compte la surmortalité. Le résultat de cette étude ne fut jamais donné. En 2009, le général Gillis, ancien directeur du centre des essais DIRCEN, évoque le fait que sa maladie serait due aux essais.
Une étude de l'INSERM en 2010 a montré que, sur les 229 cas de cancers de la thyroïde recensés chez des Polynésiens entre 1981 et 2003, une dizaine serait attribuable aux retombées des essais nucléaires, avec potentiellement une dizaine d'autres cas pouvant apparaître dans le futur, soit une sur-incidence comprise entre 4 et 8 %.
En décembre 2012, une levée partielle du secret-défense portant sur 58 documents, confirme que les zones touchées par les retombées radioactives s’étendaient bien au-delà du périmètre défini par la loi d'indemnisation des victimes et ses décrets d’application. L’inclusion de l’ensemble de la Polynésie est par conséquent pris en compte, soit,  les 5  archipels[réf. nécessaire].
Selon le ministère de la Défense et son livre Dimension radiologique des essais nucléaire en Polynésie chapitres VI.8. Dossier Appel NIMES 2012 Conclusions du Ministère de la Défense : « l'impact mesuré n'a que rarement dépassé la limite réglementaire d'exposition de 1 mSv, et même les plus fortes expositions (celles des Îles Gambier en 1966) restent largement inférieures au niveau de (100 mSv), seuil constaté des atteintes tissulaires directes ».
Toutefois, les doses déclarées ne correspondraient pas du tout à la réalité. En effet, à la suite du rapport du SMCB 10 juillet 1966 concernant les Gambier, suggestion est faite par le SMSR « de minimiser » les véritables doses. De ce fait on peut lire cette fausse information sur le livre La Dimension radiologique des essais nucléaire 2006 VI.8 : « Les doses maximales reçues par les populations des îles et atolls les plus exposés, pour les essais dont les retombées ont été les plus importantes, ont généralement été inférieures à 10 mSv. Des valeurs maximales plus importantes ont été calculées pour les doses thyroïde des enfants, allant jusqu'à 80 mSv aux Gambiers pour l'essai Aldebaran de 1966. L'état actuel des connaissances montre que ces niveaux de dose ne devraient pas conduire à l'apparition d'un nombre décelable de cancers de la thyroïde en excès dans les populations vivant en Polynésie ».
Les effets n'apparaissent que des décennies plus tard. Le rapport de 2006 avait voulu mettre en avant « des essais propres » le peu de retombées et de contamination lors des expérimentations. Mais cinquante huit documents secret défense concernant les essais nucléaires polynésiens de 1966 à 1974 ont été déclassifiés en 2012. Leur contenu révèle au public en 2013, des zones contaminées beaucoup plus importantes, la contamination de ces dernières, notamment Tahiti par des pluies contenant des particules de plutonium. Passant d'une contamination située à l'Est des sites sous un angle de 140 degrés à 360 degrés englobant ainsi tous les archipels.
Le bilan (IRSN) de la surveillance de la radioactivité en Polynésie française effectué en 2008 a constaté un état radiologique de l’environnement stable et des niveaux de radioactivité très bas (inférieure à 5 μSv.an-1), soit moins de 1 % de la dose associée à l’irradiation naturelle en Polynésie (environ 1 mSv.an-1).
En juillet 2016, Alain Juppé, ancien premier ministre de Jacques Chirac reconnait que les essais nucléaires français en Polynésie ont eu un impact environnemental et sanitaire.
Dans son livre-enquête Toxique, paru en mars 2021, Sébastien Philippe et Tomas Statius apportent la preuve scientifique que près de 90 % de la population polynésienne a été contaminée lors des essais atmosphériques.

### Revendications associatives et victimes civiles
Le 9 juin 2001, à la suite de l'appel lancé par le Centre de documentation et de recherche sur la paix et les conflits, un groupe de personnes crée l'Association des vétérans des essais nucléaires français et leurs familles (AVEN), déclarée à la préfecture du Rhône.
Après la défaite de Gaston Flosse (UMP) en 2004 et l'arrivée au pouvoir de l'opposant Oscar Temaru, une commission d'enquête locale a été créée. Celle-ci a confirmé les craintes de l'Association des vétérans des essais nucléaires (Aven) et de Moruroa e Tatou (Moruroa et nous), deux associations de victimes nées en 2001 : le rapport, publié en février 2006, a montré que chacun des essais de 1966 et 1967 avait provoqué des retombées radioactives sur les archipels habités de la Polynésie française; même Tahiti aurait été touché le 17 juillet 1974 (avec des taux de radioactivité de six à sept fois supérieurs à la normale).
À la suite de plusieurs affaires judiciaires[Lesquelles ?], la loi du 5 janvier 2010 encadre l'indemnisation par l'État du préjudice subi par certaines personnes atteintes de maladies radio-induites dues aux essais nucléaires français.
Entre la publication de la loi en 2010 et janvier 2014, sur 843 dossiers d'indemnisation déposés, seules onze personnes avaient été indemnisées dont deux anciens militaires du Sahara, et neuf travailleurs Polynésiens, ce qui représente au total seulement 1,3 % des dossiers. Dans cette période, certaines personnes déboutées ont saisi le tribunal administratif. Depuis, et jusqu'à mai 2014, trois vétérans ont vu la décision du CIVEN invalidée par le Tribunal administratif, ce qui, selon le rapport d'information sénatorial de 2013, implique un retour vers le CIVEN. Les rapporteurs soulignent que la loi Morin visait pourtant à désengorger les tribunaux, accélérer la reconnaissance et les indemnisations.
En 2021, une étude menée par l’université de Princeton affirme que les essais ont en réalité touché un territoire grand comme le continent européen et 110 000 habitants,.

### Le Sénat et la loi Morin
Les sénateurs s'intéressent à l’application de la loi Morin.
Rapport d'information no 856 du Sénat du 18 septembre 2013
Le 15 octobre 2012, la commission sénatoriale pour le contrôle de l'application des lois a chargé deux de ses membres, Corinne Bouchoux et Jean-Claude Lenoir, de faire un bilan de l'application de la loi du 5 janvier 2010 sur la reconnaissance et l'indemnisation des essais nucléaires français.
Cette loi visait à reconnaître et à permettre l'indemnisation des conséquences sanitaires des essais nucléaires menés en 1959 et 1996 au Sahara, puis en Polynésie française, tant sur les travailleurs des essais que sur les populations locales.
Le rapport d'information no 856 (2012-2013) de Corinne Bouchoux et Jean-Claude Lenoir, fait au nom de la commission pour le contrôle de l'application des lois, a été déposé le 18 septembre 2013. Ce rapport no 856, ayant pour titre : L'indemnisation des victimes des essais nucléaires français : une loi qui n'a pas encore atteint ses objectifs, rappelle le contenu de la loi Morin et dresse un état des lieux de son application formelle et pratique, qui se révèle très en deçà des attentes initiales. Pour remédier à cette situation, les deux rapporteurs formulent un ensemble de préconisations afin que la loi de 2010 produise pleinement ses effets.
Commission d'enquête du Sénat du 22 juillet 2015
Dans le cadre de ses travaux parlementaires, le Sénat a créé une commission d'enquête sur le bilan et le contrôle de la création, de l'organisation, de l'activité et de la gestion des autorités administratives indépendantes (AAI). C’est à ce titre que, le 22 juillet 2015, il a auditionné Denis Prieur, président du Comité d'indemnisation des victimes des essais nucléaires (CIVEN) depuis le 24 février 2015. Cette audition révèle que le fait d’avoir donné un statut d’autorité administrative indépendante au CIVEN ne change rien quant à son fonctionnement. Il dit, en particulier, à la page 22 du compte-rendu : « Les sept personnes composant le secrétariat du CIVEN… conservent donc leur qualité de fonctionnaires du ministère de la Défense et leur lieu de travail respectif est resté le même » et à la page 27 du compte-rendu : « Pourquoi ces liens maintenus avec l'État ? Comment le CIVEN peut-il travailler, sinon avec les archives et les documents conservés sur les personnes en contact, d'une manière ou d'une autre, avec les essais nucléaires ? Ceux-ci sont détenus, pour l'essentiel, par le ministère de la Défense et tous les dossiers individuels des anciens militaires sont conservés par le service des pensions de la défense implanté à La Rochelle et l'ensemble des éléments sur lesquels le CIVEN fonde ses décisions s'y trouve. C'est d'ailleurs l'une des raisons de l'implantation dans cette localité de son secrétariat ».

### Le CIVEN et la loi Morin
La loi no 2010-2 du 5 janvier 2010, dite loi Morin, a créé le CIVEN (Comité d'indemnisation des victimes des essais nucléaires). Cette loi relative à la reconnaissance et à l'indemnisation des victimes des essais nucléaires français, avec son décret d’application no 2010-653 du 11 juin 2010, précise qui est concerné et quelles sont les conditions qui doivent être réunies par les victimes pour obtenir une indemnisation.
Sur le site du ministère de la Défense sont fournis tous les détails de ce dispositif. Il est indiqué qu’est concernée « Toute personne, civile ou militaire, souffrant de l’une des 18 maladies radio-induites dues à son exposition aux essais nucléaires français énumérées dans le décret d’application de la loi » et que la victime doit avoir résidé ou séjourné dans des zones bien définies du Sahara ou de la Polynésie française, pendant des périodes très précises.
Respectant rigoureusement ces trois conditions, Jacques Lecoq, un appelé, victime des essais nucléaires français, a adressé, en novembre 2010, une demande d’indemnisation au CIVEN. Ce dernier a transmis des recommandations au Ministre de la Défense.
Dans sa recommandation du 13 décembre 2011, adressée à Gérard Longuet, Marie-Ève Aubin, la présidente du CIVEN écrit que « le liposarcome, cancer du tissu conjonctif, ne figure pas dans la liste des maladies radio induites annexée au décret n° 2010-653 du 11 juin 2010 » alors que cette pathologie figure bien dans la liste annexée au décret.
Dans sa recommandation du 5 juin 2012, adressée à Jean-Yves Le Drian, la présidente du CIVEN écrit que « le risque attribuable aux essais nucléaires dans la survenue de la maladie peut être considéré comme négligeable ». Le CIVEN est arrivé à cette conclusion, en introduisant dans son système rigoureux NIOSH-IREP, les valeurs de dosimétrie jointes au courrier du 22 juillet 2008 du médecin en chef Frédéric Poirrier.
Le chef du Département de suivi des centres d’expérimentations nucléaires (DSCEN) a produit un relevé de dosimétrie individuelle alors que l’intéressé n’a jamais porté de dosimètre[réf. nécessaire]. Il a produit également un relevé de dosimétrie collective qui ne correspond pas à la zone dans laquelle l’intéressé travaillait sur l’atoll de Mururoa[réf. nécessaire]. Quant au 3e document produit, il permet au docteur Poirrier d’indiquer dans sa lettre que « l’examen d’anthropospectrogammamétrie est normal ». L’intéressé n’a jamais passé cet examen[réf. nécessaire] et, même s’il l’avait passé, il ne pouvait être que « normal » puisqu’il est mentionné avoir été passé le 29 juin 1966, soit 3 jours avant le 1er essai effectué dans le Pacifique.

### Gestion des déchets radioactifs
L'Agence nationale pour la gestion des déchets radioactifs (Andra) évalue les déchets nucléaires issus de la bombe atomique à 9 % du stock global. Ils représentent 148 630 m3, sur les 1 670 000 m3 des déchets nucléaires français recensés en 2021. Ces déchets résultent de la politique de dissuasion nucléaire qui repose sur le développement, la fabrication, les essais, le déploiement et le démantèlement des armes nucléaires, des bâtiments à propulsion nucléaire ainsi que des installations afférentes. Leur augmentation doit se poursuivre avec la modernisation et le renouvellement prévu des bombes atomiques ainsi que des sous-marins et porte-avions à propulsion nucléaire, et le désarmement des armes nucléaires existantes,.
Une étude de L'ICAN indique que l'Andra ne comptabilise pas les déchets résultant des essais nucléaires français en Algérie et pour partie enfouis volontairement dans le Sahara entre 1960 et 1967,,. De même, elle ne donne aucune indication du volume des déchets créés par les essais souterrains dans les atolls de Moruroa et de Fangataufa. En outre, la France a immergé près de 15 000 tonnes de déchets en Atlantique Nord-Est dans les années 1960.
ICAN France (Campagne internationale pour abolir les armes nucléaires, prix Nobel de la paix 2017) et l'Observatoire des armements recommandent notamment que l'Office parlementaire d'évaluation des choix scientifiques et technologiques réalise un rapport d'information spécifique sur les déchets nucléaires militaires qui examine la question à l'aune des engagements de désarmement adoptés par la France dans le cadre du Traité de non-prolifération (TNP) et dans le cadre du nouveau contexte international avec l'entrée en vigueur le 22 janvier 2021 du Traité sur l'interdiction des armes nucléaires (TIAN) adopté par une large majorité d'États à l'ONU,.

## Veille, surveillance environnementale et sanitaire en Polynésie
Durant les essais, le respect des règles de sécurité et de protection radiologique du personnel et des populations locales « devait » être assuré par la Direction des centres d'expérimentations nucléaires (DIRCEN, organisme mixte Armées-Commissariat à l'énergie atomique fondée en 1964 pour gérer les opérations du Centre d’expérimentations du Pacifique (CEP ; atolls de Mururoa et de Fangataufa). La surveillance radiologique du site dépendait de deux services de la DIRCEN : 1) le Service mixte de sécurité radiologique (SMSR) et 2) le Service mixte de contrôle biologique (SMCB), qui ont fusionné en 1994 pour former le Service mixte de sécurité radiologique et biologique de l’Homme et de l’environnement (SMSRB).
Une évaluation de l’exposition des populations des différents archipels a été basée sur une surveillance radiologique de l'environnement (eau, air, sol, faune, flore) et des aliments (noix de coco, légumes, poissons, mollusques, crustacés, etc.) mise en place pour toute la Polynésie française, sous l'égide du Service mixte de contrôle biologique (SMCB, responsable de l’échantillonnage) et du Laboratoire de surveillance radiologique (LSR), responsable des analyses, qui sera ensuite renommé Laboratoire d'étude et de surveillance de l'environnement (ou « LESE »), basé à Tahiti Mahina et depuis 1996, responsable des prélèvements d’échantillons (hors sites d’expérimentations nucléaires) au sein de l'Institut de radioprotection et de sûreté nucléaire (IRSN) qui envoie toujours un rapport annuel sur le sujet au Comité scientifique des Nations unies pour l'étude des effets des rayonnements ionisants (UNSCEAR). À partir de 1998, cette surveillance ressort du Département de suivi des centres d’expérimentations nucléaires (DSCEN) de la délégation générale pour l'Armement, qui met en œuvre une campagne annuelle de prélèvements sur les anciens lieux d'essais de Moruroa et Fangataufa et publie ses résultats.
Des dégâts géomorphologiques sont attendus et apparaissent aussi. En plus d'un suivi général de l'état des récifs coralliens de Polynésie Française, a été mis en place dont « sur les sites de Moruroa et de Fangataufa par les chercheurs du Commissariat à l'énergie atomique en association avec ceux d’autres organismes (Muséum, EPHE, Universités) dans le cadre de conventions avec la Direction des centres d’expérimentations nucléaires et leurs apports considérables de connaissances notamment sur la géologie de ces atolls mais aussi sur l’écologie récifale de ces atolls et des atolls voisins »,,,,,, les récifs extérieurs de Fangataufa ont été étudiés pour leurs peuplements de mollusques (ils ont été inventoriés à 7 reprises de 1967 à 1987 pour évaluer l’impact de trois explosions nucléaires réalisées dans l'atmosphère de 1968 à 1970 (Salvat et al., 1995 ; Lanctot et al., 1997). Ils ont montré que certaines populations de gastéropodes ont chuté juste après l’essai Canopus le 24 août 1968 (2,6 mégatonnes) ; le plus puissant des essais français, mais six fois moindre que l'essai Bravo à Bikini par les États-Unis en 1954).
Ces populations d'escargots se sont ensuite reconstituées, mais n'avaient pas retrouvé en 1987 les densités antérieures aux tirs. En 1997 leur nombre atteint ceux d’avant essai (Salvat, com. pers.). Dans le lagon de Moruroa, les peuplements ichtyologiques de 1990 et de 1996 ont été comparés afin de préciser leur résilience à la suite des mortalités provoquées par les ondes de choc des expérimentations souterraines entre 1976 et 1995 (Planes et al., 2005). L’étude montre que les communautés de poissons se reconstituent très rapidement (1 à 5 ans) selon leurs structures habituelles dans leur habitat par ailleurs non dégradé par ce type d’expérimentations.
Selon les données officielles disponibles, « depuis la fin des essais atmosphériques (1974), l’exposition par ingestion des populations a décru régulièrement. En 2005, elle était inférieure à 5 μSv par an ».
Des études de la résistance des atolls face aux cyclones, tsunamis et tremblements de terre ont été faites et un suivi sismique a été mis en place pour toute la Polynésie française, s'appuyant principalement sur le Laboratoire de Géophysique de Tahiti (LDG, installé à Pamatai et qui dispose de stations sismologiques notamment basées à Tahiti,
Rangiroa, Tubuai, Rikitea...).

## Excuses des essais nucléaires
En 2010, le gouvernement français a adopté la loi Morin censée répondre à la souffrance des personnes gravement affectées par les radiations lors des détonations nucléaires françaises entre 1960 et 1996. En 2021, le président Macron a reconnu que la France avait une « dette » envers le peuple de Maō’hui Nui, appelant à l’ouverture d’archives clés. Une commission d’enquête parlementaire s’est emparée du sujet, Le nombre de personnes ayant obtenu une reconnaissance et une indemnisation reste insuffisant, en particulier en Algérie. Sur les 2 846 demandes déposées – émanant seulement d’une fraction des milliers de victimes estimées, et plus de 400 personnes à Maō’hui Nui, et une seule en Algérie ont été indemnisées depuis 2010.

## Films et reportages
- 1998 : Dans le film Godzilla de Roland Emmerich, les essais nucléaires français à Moruroa entrainent la création de Godzilla.
- 2006 : Cancer du Tropique (réalisé par Sophie Bontemps) ; reportage sur les explosions nucléaires françaises dans le Pacifique.
- 2007 : Vive la bombe ! (réalisé par Jean-Pierre Sinapi ; production Raspail), relatant le tir raté Beryl de mai 1962 dans le Sahara.
- 2008 : Les Gambiers sous le vent nucléaire ; reportage diffusé le 11 avril 2008 dans l'émission Thalassa sur France 3.
- 2008 : Vent de sable (réalisé par Larbi Benchiha).
- 2009 : Essais nucléaires, quelles vérités (réalisé par Nathalie Barbe et Thierry Derouet).
- 2009 : Gerboise bleue (réalisé par Djamel Ouahab), sur les premiers essais atomiques français dans le Sahara de 1960 à 1966.
- 2010 : De Gaulle, l’Algérie et la Bombe (réalisé par Larbi Benchiha).
- 2010 : Djinns (réalisé par Sandra et Hugues Martin), film fantastique français, où l'on voit une section de parachutiste français à la recherche d'un avion qui contient les ordres de mise à feu de Gerboise bleue.
- 2010 : Le secret des irradiés, (réalisé par Sébastien Tézé) revient sur l'ensemble de l'histoire des essais nucléaires français au Sahara et en Polynésie, en traitant également des conséquences pour l'homme et l'environnement. Diffusé sur France O et Encyclo.
- 2010 : Noir océan, drame de Marion Hansel.
- 2012 : Aux enfants de la Bombe (réalisé par Jean Philippe Desbordes et Christine Bonnet) ; Grand Prix du Jury FIFO.
- 2013 : Les essais nucléaires français ; un héritage sans fin (réalisé par Thierry Derouet et Nathalie BARBE), diffusé sur la chaîne publique SENAT.
- 2013 : At(h)ome (réalisé par Elisabeth Leuvrey), sur les conséquences de l'accident de Béryl, du point de vue algérien et en s'appuyant sur les photographies de Bruno Hadjih.
- 2014 : Vive la France (réalisé par Titti Johnson et Helgi Felix, avec FelixFilm), diffusé par Arte le 6 juin 2014 avec comme titre français : Polynésie, un avenir irradié et comme titre allemand : Strahlende zukunft (« Un avenir rayonnant »).
- 2016 : Bons baisers de MORUROA (réalisé par Larbi Benchiha).
- 2016 : Reportage Prouver soi-même son irradiation, Gérard Joyon (France 3).
- 2016 : Reportage De l'uranium aux portes de Reims (Moronvilliers), (France 3)[106].
- 2021 : Reportage - En Polynésie française, l’explosion atomique qui ne s’est pas passée comme prévu, Benoît Collombat (Cellule investigation de Radio France)[107].